# Да се изправиш срещу Хемингуей
„Да се изправиш срещу Хемингуей“ (на английски: Wrestling Ernest Hemingway) е американска романтична драма от 1993 г. на режисьора Ранда Хейнс, продуциран е от Тод Блек, написан е от Стив Конрад и участват Робърт Дювал, Ричард Харис, Пайпър Лори, Сандра Бълок и Шърли Маклейн.